# Słownik radykalny
Słownik radykalny (łac. radix – korzeń, rdzeń) – oświeceniowa koncepcja słownika etymologicznego, który miał być zbiorem rdzeni, będących zawiązkami słów, tworzących pierwotny język ludzkości, z którego wykształciły się różnorodne języki. Rdzenie abstrahowano z tematów wyrazowych, usuwając z nich samogłoski. Spisy rdzennych spółgłosek tworzyli francuscy myśliciele Charles de Brosses i Antoine Court de Gébelin. Samuel Linde w I tomie Słownika języka polskiego wydrukował przy kilku hasłach głoski radykalne, jednak ostatecznie zrezygnował z realizacji koncepcji słownika radykalnego w swoim dziele. 

## Książki
- Samuel Bogumił Linde, Prawidła etymologii przystosowane do języka polskiego (1805)
- Charles de Brosses, Traité de la formation méchanique des langues et des principes physiques de l'étymologie, Paris, Saillant, 1765, 2 vol. in-12 : Ouvrage précieux pour l’étymologie, et longtemps tenu pour le plus important de ses écrits.